# Омори (станция, Токио)

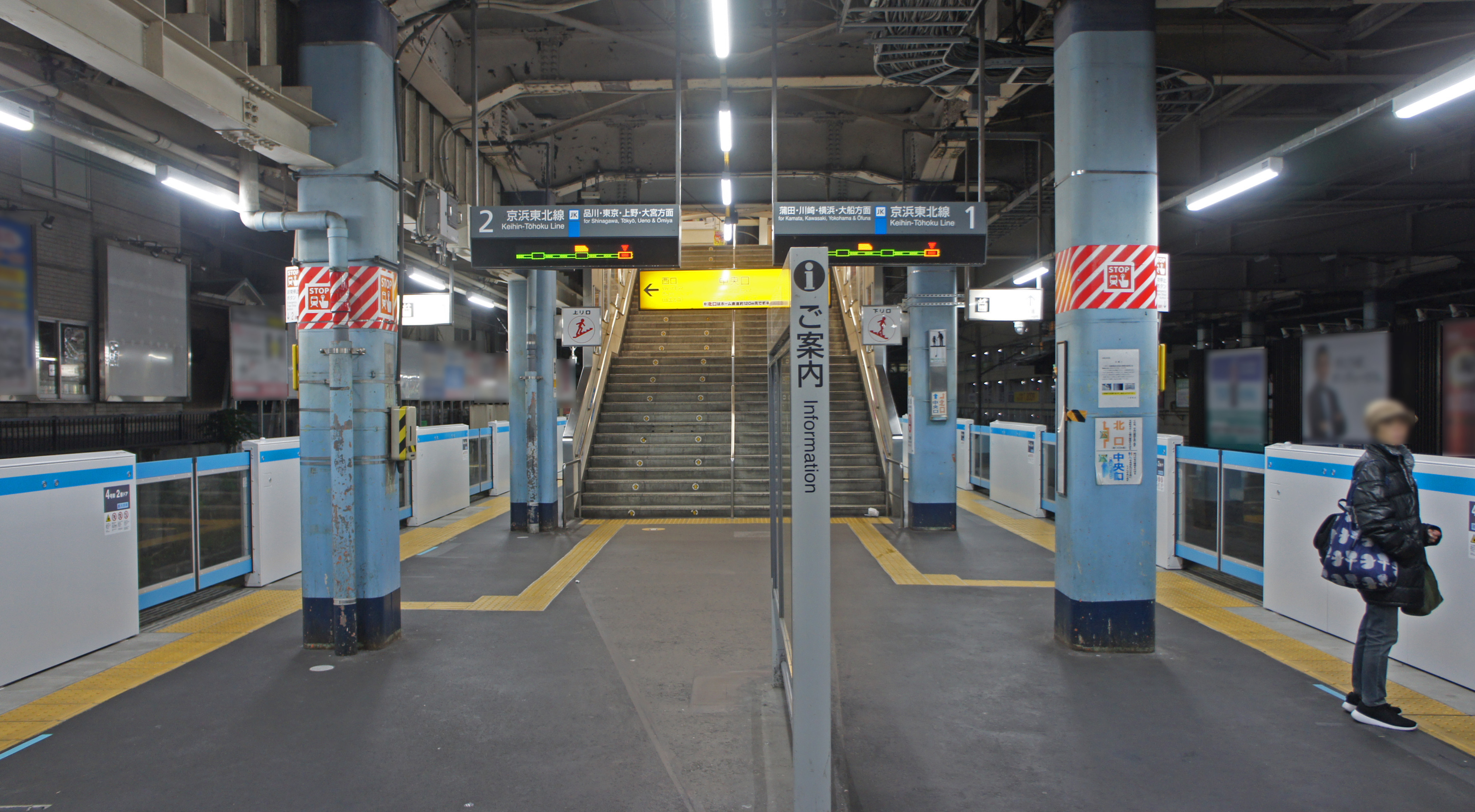
Платформа станции

Станция Омори (яп. 大森駅 о:мори эки) — железнодорожная станция на линии Кэйхин-Тохоку расположенная в специальном районе Ота, Токио. Была открыта 12 июня 1876 года. На станции установлены автоматические платформенные ворота.

## Планировка станции
Одна платформа островного типа и 2 пути.
| 1 | ■Линия Кэйхин-Тохоку | Камата ・ Кавасаки ・ Иокогама ・ Исого |
| 2 | ■Линия Кэйхин-Тохоку | Синагава ・ Токио ・ Уэно ・ Омия       |

## Близлежащие станции
| «                   | «                   | Вид обслуживания    | »                   | »                   |
| Линия Кэйхин-Тохоку | Линия Кэйхин-Тохоку | Линия Кэйхин-Тохоку | Линия Кэйхин-Тохоку | Линия Кэйхин-Тохоку |
| ------------------- | ------------------- | ------------------- | ------------------- | ------------------- |
| Оимати              | Оимати              | Local               | Камата              | Камата              |
| Оимати              | Оимати              | Rapid               | Камата              | Камата              |